# Козичино
Кози́чино (болг. Козичино) — село в Бургаській області Болгарії. Входить до складу громади Поморіє.

## Населення
За даними перепису населення 2011 року у селі проживали 212 осіб.
Національний склад населення села:
| Національність   | Кількість осіб | Відсоток |
| ---------------- | -------------- | -------- |
| болгари          | 207            | 97,6%    |
| турки            | 0              | 0%       |
| цигани           | 0              | 0%       |
| інша             | 5              | 2,4%     |
| не визначились   | 0              | 0%       |
| Всього відповіли | 212            |          |

Розподіл населення за віком у 2011 році:
Динаміка населення: